# Truth or Dare (альбом)
Truth or Dare (с англ. — «Правда или желание») — сборник (англоязычный альбом) немецкой рок-группы Oomph!, выпущенный в 2010 году.

## Об альбоме
На пластинке нет новых песен, все композиции уже были изданы ранее и переведены для этого релиза, предназначенного для Европы. Некоторые песни («God Is a Popstar» и «The Power of Love») уже были записаны на английском языке ранее и издавались на синглах в качестве стороны «Б».

## Список композиций
1. «Ready or Not (I’m Coming)» — 03:23
2. «Burning Desire» feat. L'Âme Immortelle — 03:48
3. «Song of Death» feat. Apocalyptica — 03:54
4. «God Is a Popstar» — 03:55
5. «Labyrinth» — 04:13
6. «The Final Match» — 03:33
7. «Crucified» — 03:34
8. «Sandman» — 03:49
9. «Sex is Not Enough» — 03:41
10. «Land Ahead» feat. Sharon den Adel — 04:08
11. «Wake Up!» — 03:32
12. «The Power of Love» — 04:04
13. «True Beauty is So Painful» — 03:03
14. «The First Time Always Hurts» — 04:00
15. «Dream Here (With Me)» feat. Марта Яндова — 03:55
16. «On Course» — 03:36